# Bridelia micrantha
Bridelia micrantha är en emblikaväxtart som först beskrevs av Ferdinand von Hochstetter, och fick sitt nu gällande namn av Henri Ernest Baillon. Bridelia micrantha ingår i släktet Bridelia och familjen emblikaväxter.

## Underarter
Arten delas in i följande underarter:
- B. m. gambicola
- B. m. micrantha

## Bildgalleri

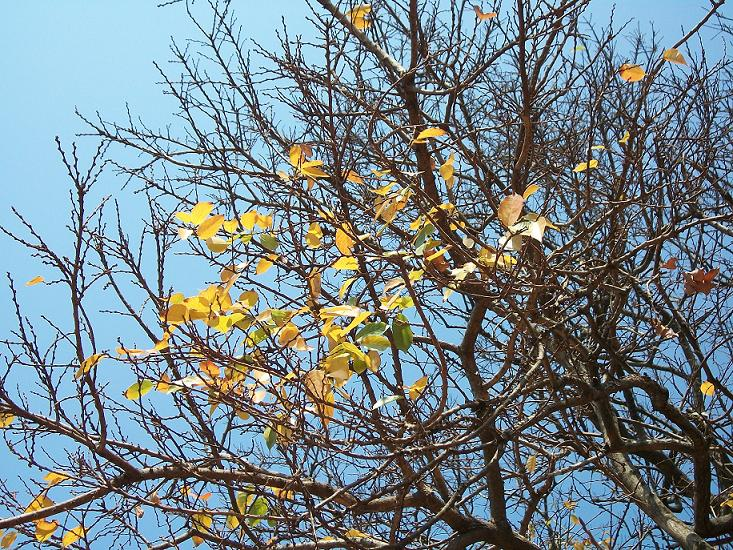
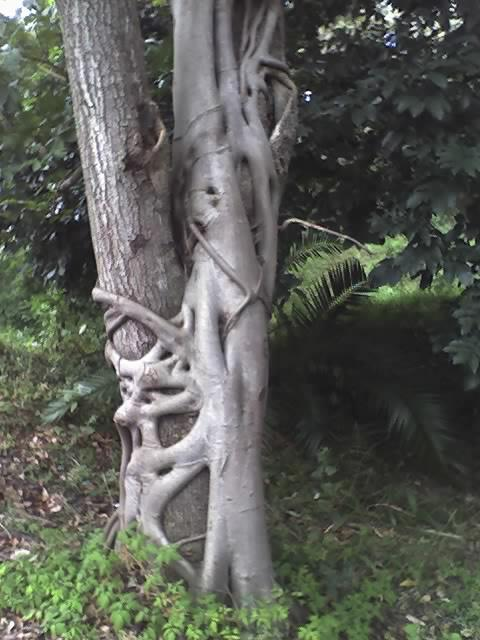
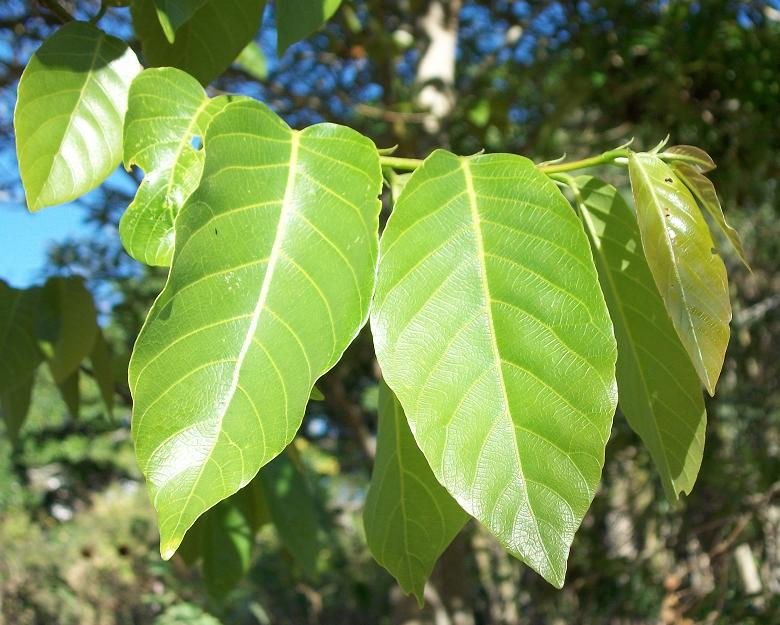
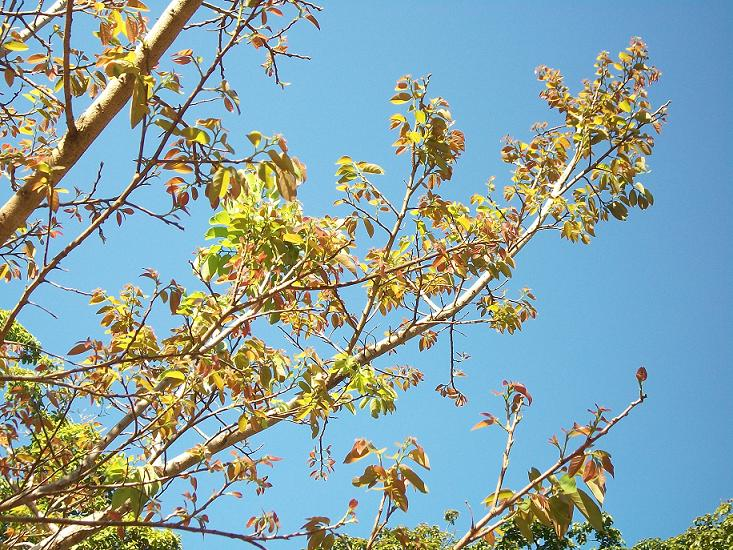
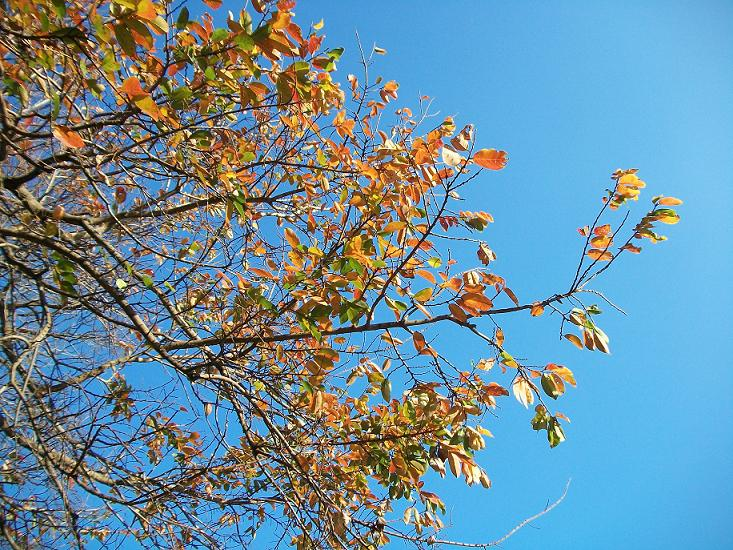
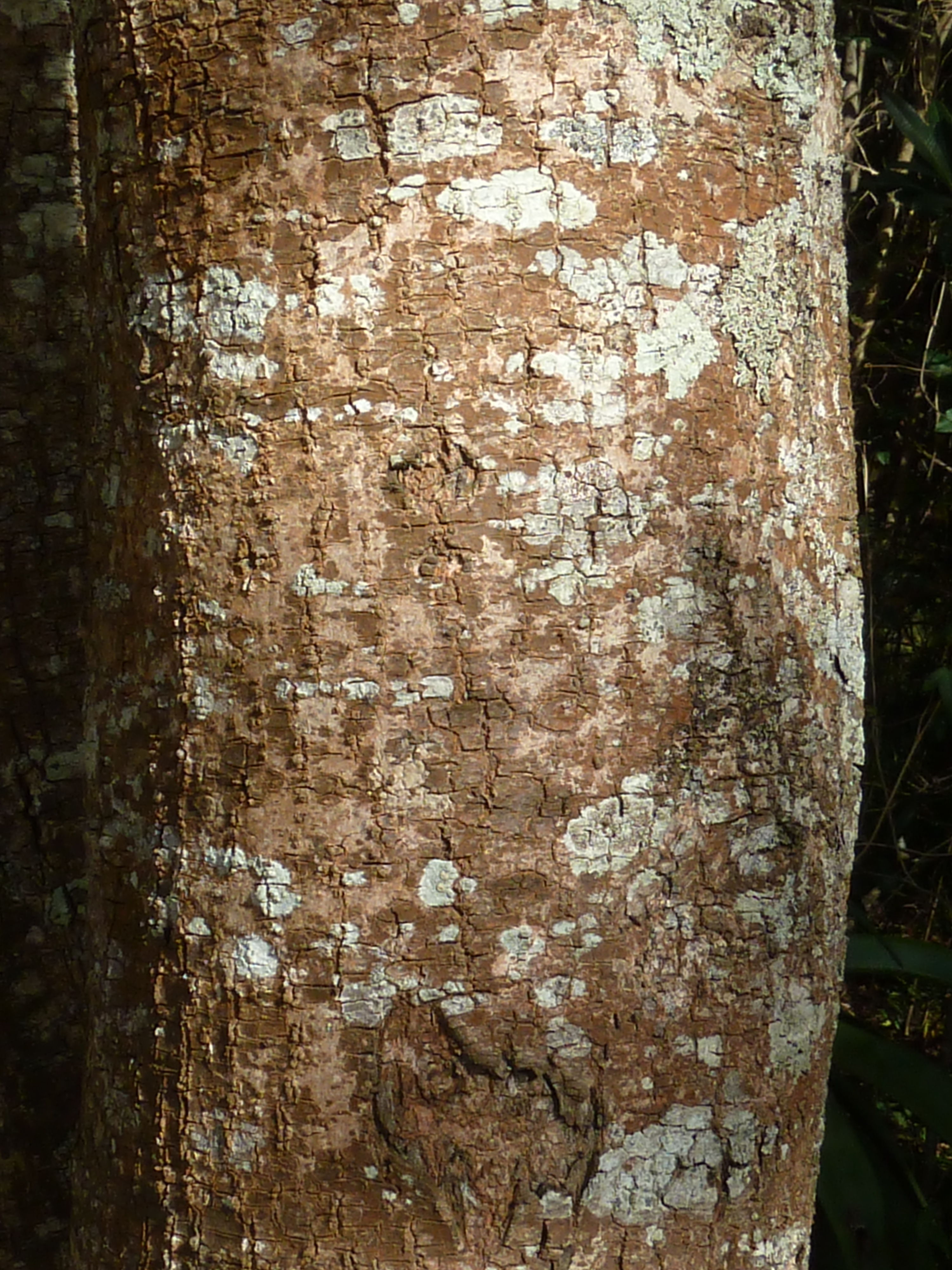